# Insurrection de Grande-Pologne (1848)
Pour les articles homonymes, voir Insurrections de Grande Pologne.

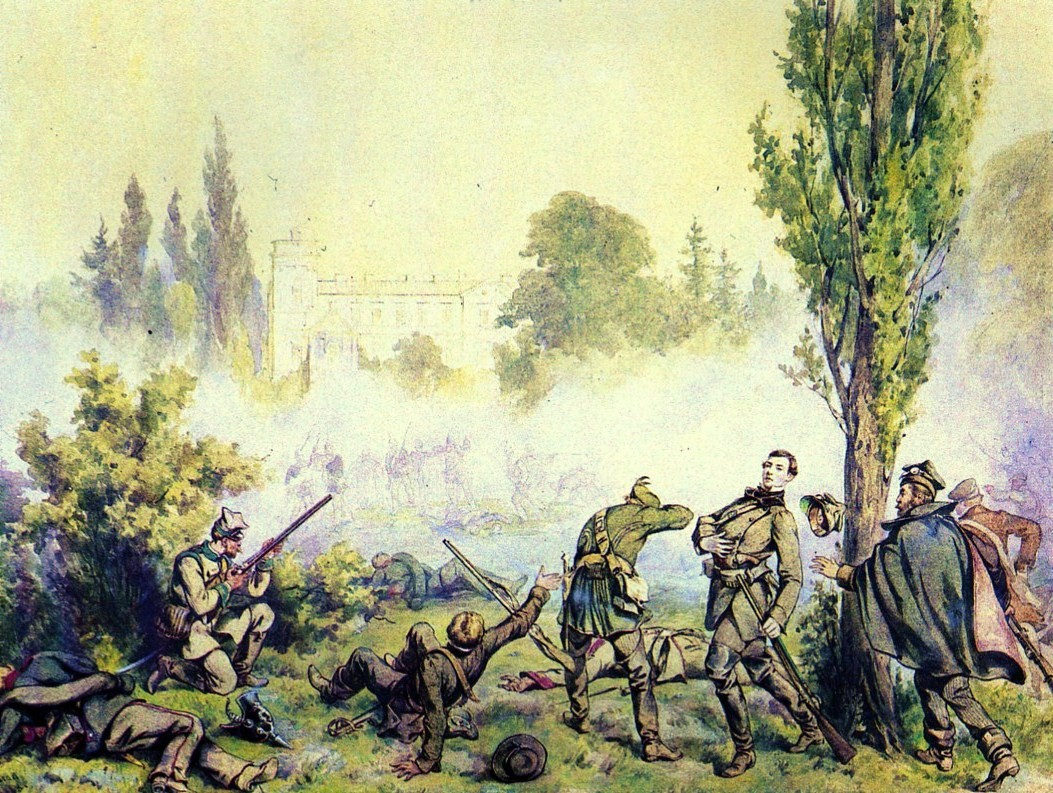
L'insurrection de la Grande-Pologne en 1848.

L’insurrection de Grande-Pologne de 1848 (en polonais : powstanie wielkopolskie 1848) ou soulèvement de Poznań (en polonais : powstanie Poznańskie) est une insurrection militaire des Polonais contre les forces prussiennes, au cours de la période du « Printemps des peuples ».
L'insurrection de Grande-Pologne est un épisode de la lutte des Polonais pour la restauration de leur pays (la république des Deux Nations, Pologne et Lituanie), partagée à la fin du XVIIIe siècle entre la Russie, l'Autriche et la Prusse. Elle survient après l'échec de l'insurrection de Novembre en 1830-1831 contre la domination russe sur le royaume de Pologne, après la grande émigration des patriotes polonais notamment en France, après l'échec du soulèvement de Cracovie contre la domination autrichienne en 1846. 
Cette fois, il s'agit d'un soulèvement dans la partie de la Pologne annexée par la Prusse. La révolte touche d'abord les Polonais de la région de Silésie, puis l'ensemble des territoires anciennement polonais. Un Comité national polonais est créé, avec pour président Gustaw Potworowski, aux côtés d'autres personnalités polonaises, comme Karol Libelt, chef du mouvement de Cracovie en 1846.
L'insurrection de la Grande-Pologne est un échec : l'acte de capitulation est signée le 9 mai 1848. 
Une des conséquences de cette défaite est que pour nombre de Polonais, l'idée s'impose que la résistance violente ne conduit pas à la victoire et qu'il vaut mieux mener une action politique plutôt que militaire. La Ligue polonaise (de) (Liga Polska) est créée après cet échec.